# Kanal Frederikshavn
Kanal Frederikshavn er en nyhedsportal på internettet, som primært formidler nyheder fra Frederikshavn-området. Den blev grundlagt 1. januar 2009, 
Kanalen er selvproducerende med en målsætning om, at borgerne i området selv leverer nyhederne enten i form af artikler eller videoklip.